# Prolepsis crabroniformis
Prolepsis crabroniformis là một loài ruồi trong họ Asilidae. Prolepsis crabroniformis được Schiner miêu tả năm 1867.